# Guyencourt-sur-Noye
Guyencourt-sur-Noye é uma comuna francesa na região administrativa de Altos da França, no departamento de Somme. Estende-se por uma área de 3,81 km². Em 2010 a comuna tinha 186 habitantes (densidade: 48,8 hab./km²).